# Hendon
Hendon és un barri de Londres, situat a uns 10 quilòmetres al nord-oest de Charing Cross al districte de Barnet.

## Història
Hendon va ser anteriorment una parròquia civil del Comtat de Middlesex. El nom original, que deriva de Hendun (que significa «el turó més alt»), és anterior. Fins i tot hi ha evidència d'un assentament romà descobert per la Societat Arqueològica i altres organitzacions.
El metro, a Golders Green, va arribar-hi el 1907. El 1931, la parròquia civil d'Edgware va ser abolida i el seu territori, unit a la gran parròquia civil de Hendon. El 1965 va ser integrada al districte de Barnett, un dels 32 que el 1982 van conformar el Gran Londres.
Al nord de Hendon, al districte de Colindale, hi ha el museu de la Royal Air Force, en el lloc d'un antic aeroport.
En el barri hi ha el Ace Cafe London, un vell i conegut bar que serveix de punt de trobada de motoristes.